# Kika van Es
Kika van Es, RON (Boxmeer, 1991. október 11. –) Európa-bajnok és világbajnoki ezüstérmes holland női válogatott labdarúgó. Hazájában az FC Twente védőjátékosa.

## Pályafutása

### Klubcsapatokban
2020. szeptember 21-én jelentette be visszatérését korábbi klubjához az FC Twentéhez.

### A válogatottban
Bemutatkozó mérkőzését 2009. november 21-én Fehéroroszország ellen játszotta.

## Sikerei

### Klubcsapatokban
Holland bajnoki ezüstérmes (2):
- FC Twente (1): 2017–18
- Ajax (1): 2018–19

 Holland kupagyőztes (1):
- Ajax (1): 2018–19

### A válogatottban
Hollandia
- Európa-bajnok: 2017
- Világbajnoki ezüstérmes: 2019
- Algarve-kupa győztes: 2018
- Ciprus-kupa ezüstérmes: 2011[4]